# Gesellschaft Ezidischer AkademikerInnen
Die Gesellschaft Ezidischer AkademikerInnen e. V. (abgekürzt GEA, kurdisch Civaka Akadêmîkarên Êzîdîyan, „Jesidische Akademische Gesellschaft“) ist ein seit dem 13. Mai 2013 beim Amtsgericht Essen eingetragener Verein. Die GEA ist eine parteipolitisch unabhängige Organisation, die sich der wissenschaftlichen Erforschung der jesidischen Religion, Kultur und Historie sowie der aktuellen gesellschaftspolitischen Situation der Jesiden im Irak und der europäischen Diaspora widmet. Der gemeinnützige Verein hat seinen Sitz in Essen.

## Geschichte
Die GEA wurde während einer konstituierenden Sitzung am 17. November 2012 in Essen gegründet. Zum Vorsitzenden der Gesellschaft wurde Sefik Tagay gewählt. Zuvor engagierten sich die Gründungsmitglieder im Rahmen eines nicht eingetragenen Vereins. Die GEA versteht sich als ein unabhängiges Forum für alle jesidischen Akademiker und Studierende in Deutschland und der übrigen Welt. Die GEA hat seit ihrem Bestehen wissenschaftliche Fachkongresse veranstaltet und durch ihre Mitglieder vielfach Vorträge über die jesidische Religion und Gemeinschaft gehalten. Die GEA hat nach dem am 3. August 2014 vom sogenannten Islamischen Staat (IS) begonnenen Völkermord an den Jesiden im Irak zahlreiche Hilfsprojekte zur Unterstützung von jesidischen Flüchtlingen initiiert oder unterstützt.

## Namensgebung
Die GEA hat bei ihrer Namensgebung auf die im deutschsprachigen Raum verbreitete Schreibweise „Yeziden“ bzw. neuerdings „Jesiden“ verzichtet und stattdessen die Schreibweise Eziden gewählt, weil diese sich nach Sicht der GEA an der kurdischen Selbstbezeichnung Êzîdî orientiert.

## Ziele
Ein zentrales satzungsmäßiges Ziel des Vereins ist die grenzüberschreitende und interdisziplinäre wissenschaftliche Zusammenarbeit. Diesem Zweck dient die Erforschung des Jesidentums mit seinen Bezügen zur Religionswissenschaft, Ethnologie, Soziologie sowie Kultur- und Geistesgeschichte. Von besonderer Bedeutung sind für die GEA ferner die Förderung der interkulturellen Verständigung, der Menschenrechte, der Frauen- und Jugendarbeit sowie die Pflege der jesidischen Kultur und des jesidischen Glaubens.

## Aktivitäten

### Wissenschaftliche Konferenzen
In der Zeit vom 23. bis 24. Juni 2012 veranstaltete die GEA – als noch nicht eingetragener Verein – ihre erste internationale Konferenz mit dem Leitthema „Eziden in der Diaspora: Herausforderungen und Perspektiven“ im Neuen Rathaus in Bielefeld. Die Konferenz, an der namhafte Forscher aus dem In- und Ausland teilnahmen, beschäftigte sich schwerpunktmäßig mit Fragen der politischen Situation der Jesiden in deren Herkunftsstaaten sowie den Transformationsprozessen in der Diaspora.
Vom 4. bis 5. Oktober 2014 veranstaltete die GEA mit der Unterstützung der Stadt Bielefeld sowie der Gesellschaft für bedrohte Völker (GfbV) ihre zweite internationale Konferenz unter dem Titel „Eziden und das Ezidentum im Transformationsprozess: gestern, heute, morgen“. Die Fachtagung beschäftigte sich v. a. mit den religionshistorischen Wurzeln der jesidischen Religion, den Transformationsprozessen in der Diaspora sowie mit den politischen, humanitären und ökonomischen Folgen des vom IS verübten Völkermords an den Jesiden im Nordirak seit dem 3. August 2014. Auf der Konferenz wurden GEA-Ehrenpreise an den ehemaligen nordrhein-westfälischen Innenminister Herbert Schnoor sowie posthum an den Religionswissenschaftler und Orientalisten Gernot Wießner verliehen. Mit den GEA-Ehrenpreisen werden Persönlichkeiten gewürdigt, die sich in besonders herausragender Weise um das Jesidentum und die Jesiden verdient gemacht haben.

### Forschungstätigkeit und Öffentlichkeitsarbeit
Der Forschungsleiter der Klinik für Psychosomatische Medizin und Psychotherapie an der Universität Duisburg-Essen, Sefik Tagay, der von 2012 bis 2016 Vorstandsvorsitzender der GEA war, hat zusammen mit einer internationalen Wissenschaftsgruppe das „Ezidische Identitäts-Inventar (EZI)“ entwickelt. Mit dem EZI liegt erstmals und weltweit ein Verfahren zur mehrdimensionalen Messung der jesidischen Identität vor. Im Rahmen dieses Forschungsprojektes wird untersucht, wie Identität, Migration und Gesundheit zusammenhängen.
Auf Anfragen von diversen Stellen wie Universitäten, politischen Parteien, wissenschaftlichen Fachgesellschaften, Kirchen, Vereinen und Kommunen haben GEA-Mitglieder seit Gründung der Gesellschaft zahlreiche Vorträge über die ezidische Religion und Gemeinschaft gehalten. Mit diesen Vorträgen wurde ein wichtiger Beitrag dazu geleistet, fundiert und kompetent über die Jesiden und ihre Religion aufzuklären und etwaige Vorurteile auszuräumen. Die GEA ist daher vielfach erster Ansprechpartner für Wissenschaft, Medien und Politik beim Thema Jesidentum.

### Humanitärer Einsatz
Seit dem Völkermord an den Jesiden im Nordirak hat sich die GEA an zahlreichen Hilfsprojekten beteiligt oder diese selbst geleitet. So wurden etwa im Oktober 2014 in Kooperation mit dem Medikamenten-Hilfswerk „action medeor“ viereinhalb Tonnen Medikamente im Wert von mindestens 500.000 EUR an die Flüchtlinge im Nordirak verschickt. Im Jahreswechsel 2014/2015 erfolgte eine durch die GEA und die deutsch-kurdische Hilfsorganisation „Sarmasik Efeu“ initiierte Lieferung hochwertiger Babynahrung im Wert von 50.000 EUR für Flüchtlingsbabys aus Shingal und Kobane.